# 李雲 (成化乙未進士)
李雲（1445年—？），字時望，南京常州府宜興縣（今江蘇宜興市）人，明朝政治人物。

## 生平
早年出身國子生，成化四年（1468年）戊子科應天府鄉試第七十名舉人。成化十一年（1475年）乙未科會試第十八名，殿試登進士第二甲第四十二名。授戶部主事，改禮部主事，累升福建布政使。

## 家族
曾祖李叔賢。祖父李迪。父李愷。